# Amerikaanse zwarte eend
De Amerikaanse zwarte eend (Anas rubripes) is een eend uit de familie van de Anatidae. Deze eend komt voor in het oosten van Noord-Amerika.

## Beschrijving
De Amerikaanse zwarte eend is ongeveer even groot als de wilde eend (Anas platyrhynchos) en lijkt ook op de vrouwtjes hiervan, al zijn ze iets donkerder. De eenden wegen ongeveer 720 tot 1640 gram, worden 48 tot 63 cm lang en hebben een vleugelspanwijdte van ongeveer 88 tot 96 cm. Het verschil tussen de mannetjes en vrouwtjes is niet zo makkelijk te zien, tenzij men naar de snavel kijkt. Deze is bij mannetjes geel, en bij vrouwtjes groenachtig.

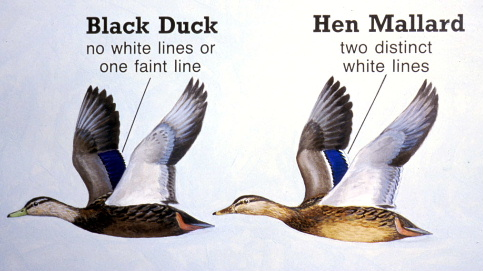
Verschil tussen vrouwtje wilde eend en vrouwtje Amerikaanse zwarte eend

## Voorkomen en leefgebied
Het leefgebied van de Amerikaanse zwarte eend bestaat uit meren, plassen, rivieren, moerassen aan de randen van brakwatergebieden in riviermondingen en andere draslanden in het noorden van Saskatchewan, Manitoba, Ontario en Quebec en de ander Canadese provincies aan de Atlantische kust en het gebied rond de Grote Meren in de Verenigde Staten. De Amerikaanse zwarte eend kruist regelmatig met de wilde eend. Daardoor wordt de populatie zwarte eenden in Noord-Amerika steeds kleiner, en stijgt het aantal kruisingen.

## Status
De grootte van de populatie is in 2020 geschat op 700 duizend volwassen vogels. Op de Rode lijst van de IUCN heeft deze soort de status niet bedreigd.